# International Panorama Council
De International Panorama Council (IPC) is een internationale organisatie van museumdirecteuren, managers, kunstenaars, restaurateurs en historici die zich bezighouden met de historische of de hedendaagse kunst en mediavorm van het panorama. Als niet-gouvernementele organisatie omvat het meer dan 250 leden van over de hele wereld die museums of onderzoeksinstituten representeren of private onderzoekers en enthousiastelingen. De organisatie werd opgericht in 1992 als de European Panorama Conference in het Hongaarse Szeged en werd in 1998 in het Duitse Altötting omgedoopt in de International Panorama Conference. Sinds 2003 heeft de organisatie de naam International Panorama Council. Sinds 2010 is IPC een 'Membership Association' met een Algemeen Secretaris en bestuurd door een verkozen Raad van Bestuur.   

## Belangrijkste doelstellingen
De belangrijkste doelen van de International Panorama Council zijn het behouden van de overgebleven historische panorama's en Cyclorama's, de kennis van het panoramafenomeen uit te breiden en te verspreiden en nieuwe initiatieven te ontwikkelen voor het panorama in een hedendaagse context. De International Panorama Council steunt actief het behoud van de historische panorama's en cyclorama's. In 2007 en 2008 is de organisatie gestart met een lobby-campagne om de bedreigde panorama schilderij en gebouw in het Oostenrijkse Innsbruck te redden. De organisatie voerde ook campagne om het bedreigde Panorama Mesdag te beschermen. Een ander doel van de organisatie is om de meest belangrijke historische panorama's op de Werelderfgoedlijst van UNESCO te krijgen. Een eerste stap is in juli 2008 gezet toen de Panorama Waterloo werd toegevoegd aan het voorlopige voorstel van België voor de UNESCO-lijst. In februari 2009 werd voor Panorama Mesdag opname aangevraagd in de voorlopige lijst van Nederland.

## Activiteiten
IPC is actief op het gebied van restauratie, onderzoek, financiering, tentoonstellen en de marketing van de panorama's. 

## Jaarlijkse conferenties
Sinds de oprichting in 1992 zijn er jaarlijkse conferenties gehouden in de hele wereld.
- 1992: Szeged-Ópusztaszer, Hongarije: Verleden, heden en toekomst van panorama, stichtend congres van IPC als een in Europa gevestigde groep. In samenwerking met Móra Ferenc Museum
- 1993: Bonn, Duitsland: Sehsucht - Eräugnis en dis-illusie, over de verandering van de visuele waarneming in de 20e eeuw. In samenwerking met Kunst- und Ausstellungshalle.
- 1994: Wrocław, Polen: 100e verjaardag van de Panorama Racławicka
- 1995: Szeged-Ópusztaszer, Hongarije: Inhuldiging van de Feszty-panorama (Aankomst van de Hongaren)
- 1996: Innsbruck, Oostenrijk: 100e verjaardag van Panorama Slag van de berg Isel
- 1998: Altötting, Duitsland: De wereld van panorama's, panorama's van de Wereld, 1e IPC World Conference
- 1999: Luzern, Zwitserland: aan de gang zijnde restauratie Bourbaki-Panorama
- 2000: Szeged-Ópusztaszer, Hongarije: Panorama's en toerisme, PR en management
- 2001: Beijing, China: Panorama-ontwikkeling en Onderhoud. In samenwerking met Luxun Academie voor Schone Kunsten
- 2002: Pleven, Bulgarije: 25e verjaardag van Panorama Slag van Pleven
- 2003: Altötting/Lorch, Duitsland: 100ste verjaardag van Panorama Jeruzalem op de Dag van de kruisiging en de opening van Stauffer Panorama aan de Abdij van Lorsch
- 2004: New York, Verenigde Staten: Panorama's in de Oude Wereld en de Nieuwe Wereld. In samenwerking met Hunter College
- 2005: Shenyang, China, Panoramaconservering en restauratietechnologie. In samenwerking met Luxun Academy of Fine Arts
- 2006: Den Haag, Nederland: The Quest for Illusion - 125e verjaardag van Panorama Mesdag
- 2007: New Haven, Verenigde Staten: Nieuwe perspectieven op de panorama. In samenwerking met Yale Center for British Art, Yale-universiteit
- 2007: Plymouth, Verenigd Koninkrijk: Panorama's in de virtuele wereld. In samenwerking met Innovate - Centre for Creative Industries, Universiteit van Plymouth
- 2008: Leipzig/Dresden, Duitsland, Ruimtelijke simulatie en de toekomst van panorama. In samenwerking met Asisi GmbH, Berlijn
- 2009: Brussel, België: Panoramaherontwikkeling: Restauratie en herpositionering. In samenwerking met het Koninklijk Museum van het Leger en de Krijgsgeschiedenis
- 2010: Istanboel, Turkije: Panorama's overbruggen culturen en tijd. In samenwerking met de Culture Co, een dochteronderneming van de stad Istanbul
- 2011: Gettysburg, Verenigde Staten: In samenwerking met de Gettysburg Foundation
- 2012: Pleven, Bulgarije: In samenwerking met de Panorama Slag van Pleven
- 2013: Luzern, Zwitserland: Bourbaki Panorama Lucerne en Kruisiging van Christus Panorama
- 2014: Altötting, Duitsland, The Panoramic Experience: Real – Virtual – Spiritual. In samenwerking met de Stiftung Panorama Altötting
- 2015: Namen, België, Layers of History: Panoramas from Classical to Digital Age. In samenwerking met de Universiteit van Namen de stad Namen en het Luxembourg City History Museum
- 2016: Ópusztaszer, Hongarije, Fiction and Reality in Panoramas. In samenwerking met het Nationaal Geschiedkundig Herdenkingspark van Hongarije
- 2017: New York: (e)Thinking The Panorama. In samenwerking met het Queens Museum
- 2018: Istanboel, Turkije: Memory and the Panorama
- 2019: Atlanta, Verenigde Staten: Panoramic Ironies
- 2020: Bursa, Turkije (online)
- 2021: New Bedford, Verenigde Staten: Time and Travel